# Fabio Pennacchi
Fabio Pennacchi (Assisi, 2 novembre 1903 – Perugia, 23 agosto 1988) è stato un generale e medico italiano del corpo militare della Croce Rossa Italiana attivo durante la guerra di Corea.

## Biografia
Nacque ad Assisi il 2 novembre 1903 da Francesco Pennacchi e Penelope Ceccarani.
Frequentò le scuole primarie e secondarie ad Assisi. In seguito si iscrisse alla facoltà di medicina dell'Università di Perugia, dove si laureò. Fu ufficiale medico di complemento durante la seconda guerra mondiale.
Sempre a Perugia iniziò la sua attività professionale presso l'ospedale di questa città, ricoprendo diversi incarichi e pubblicando molti saggi che gli valsero la libera docenza in neuropsichiatria e la direzione dell'ospedale.
Entrò nel corpo militare della Croce Rossa Italiana. Promosso maggiore, fu assegnato ne l luglio del 1952 all'ospedale da campo n°68 durante la guerra di Corea, sostituendo come comandante il capitano medico Luigi Coia, presente dal 1951.
Inoltre, in rappresentanza del Governo italiano, firmò nel luglio 1953 l'armistizio di Panmunjeom tra le due Coree, del Nord e del Sud. Restò al comando dell'ospedale da campo fino al 31 maggio 1954. L'incarico gli valse diverse onorificenze.
Giunto al grado di generale medico, ebbe diversi incarichi nel corpo militare della CRI, come quello di ispettore superiore, l'ultimo quello di presidente della commissione medica.
Morì a Perugia il 23 agosto 1988.

## Onorificenze
- La Presidential Unit Citation concessagli dal Presidente della Repubblica di Corea Syngman Rhee.[3]
- l'Ordine di Chongmu al merito con stella d'oro conferitogli dal Governo della Repubblica di Corea.
- La cittadinanza onoraria della città di Seul.
- La Cruz Roja spagnola.
- La Medal of Freedom, concessagli dal Presidente degli Stati Uniti Eisenhower.
- Decorazione d’Onore Interforze, concessa dal Capo di Stato Maggiore della Difesa [4]